# 영국 우주국

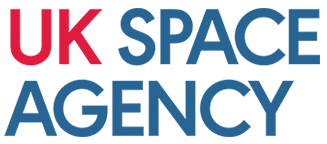

영국 우주국(영어: United Kingdom Space Agency, UKSA)은 영국 정부의 우주 개발을 담당하는 부서이다. 본부는 윌트셔 주 스윈던에 있던 영국 국립 우주 센터를 그대로 계승하였다.